# Павоне-дель-Мелла
Павоне-дель-Мелла (італ. Pavone del Mella) — муніципалітет в Італії, у регіоні Ломбардія, провінція Брешія.
Павоне-дель-Мелла розташоване на відстані близько 430 км на північний захід від Рима, 85 км на схід від Мілана, 25 км на південь від Брешії.
Населення — 2792 особи (2014).

## Демографія
Населення за роками:

Станом на 1 січня 2023 року в муніципалітеті офіційно проживали 343 іноземці з 22 країн, серед них 53 громадяни країн Євросоюзу та 2 громадяни України.

## Сусідні муніципалітети
- Чиголе
- Готтоленго
- Лено
- Мільцано
- Пральбоїно